# フランシスコ・伝光・メサ

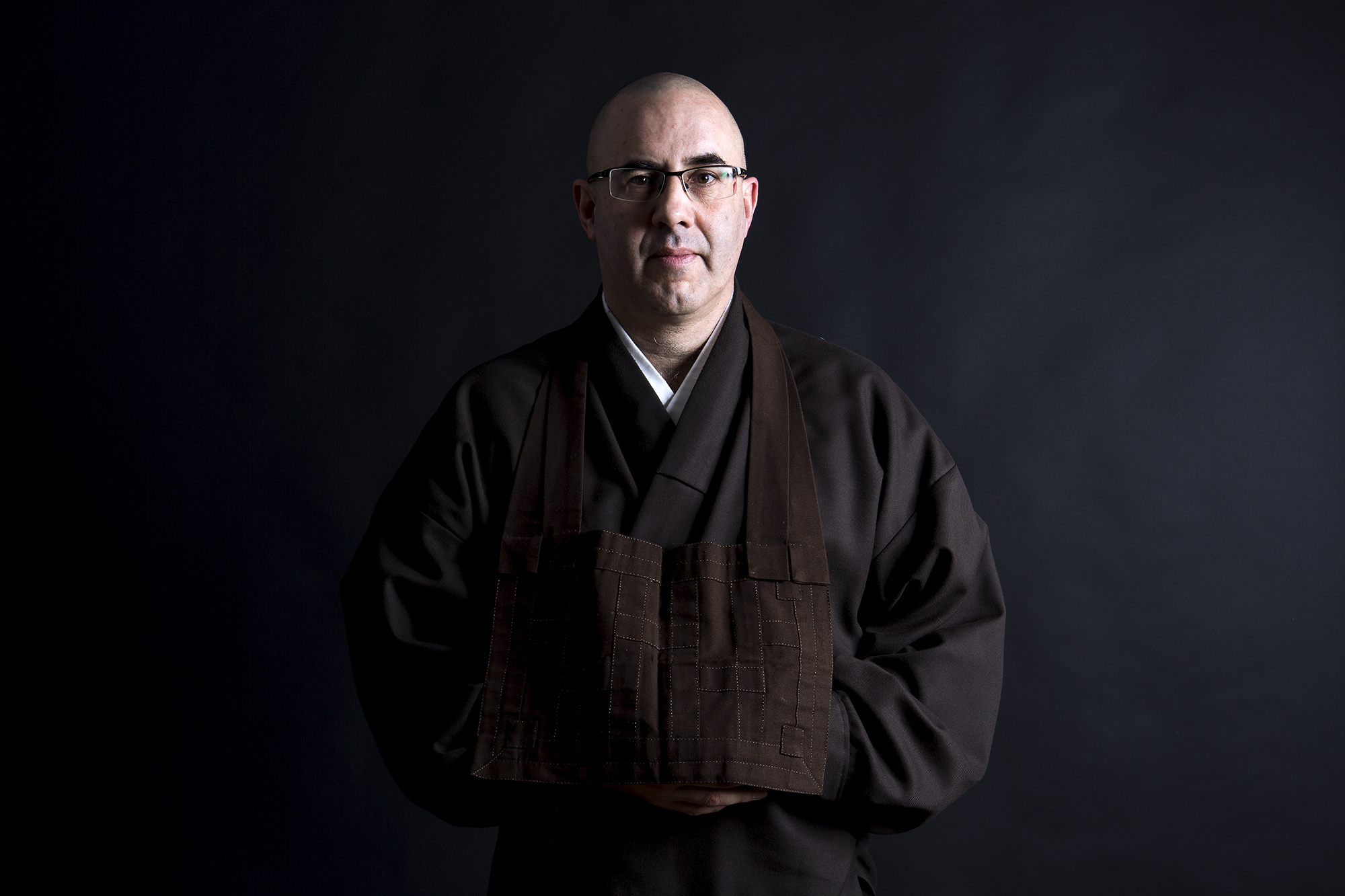
フランシスコ・デンコー・メサ

フランシスコ・伝光・メサ（スペイン語: Francisco Denkô Mesa、フランシスコ・デンコー・メサ、1967年 - ）は、スペインの禅僧、仏教僧。カナリア諸島の曹洞禅仏教共同体における精神的な指導者であり、ヨーロッパで禅仏教の法師として認められた最初の在家信者である。
テネリフェ島ラ・オロタバに生まれた伝光は、1989年に仏教の勉強を始めた。同年、彼の師ビジャルバがスペインで曹洞禅仏教共同体を設立した。 伝光は仏教研究を完了した後、2005年に師から仏法の後継者に指名された。
伝光はまた、詩や仏教についての作品をいくつか発表している。彼の主な活動のひとつは、瞑想の実践に関連するリトリート（一時的な隠遁）を実施し、講義、実習、ワークショップを行うことである。